# Igor Stříž
Igor Stříž (* 15. September 1964) ist ein tschechischer Jurist. Er war von 2011 bis 2021 Erster stellvertretender Generalstaatsanwalt, von 2021 bis Januar 2025 Generalstaatsanwalt Tschechiens.

## Leben
Stříž absolvierte von 1982 bis 1986 die juristische Fakultät der Karls-Universität in Prag. Danach arbeitete er als Militärstaatsanwalt und war vor 1989 auch mehrere Jahre Mitglied der KSČ.
Im Jahr 1994 wurde er Staatsanwalt in der Zweigstelle Olmütz der Bezirksstaatsanwaltschaft in Ostrau und zwei Jahre später wurde er zur Oberstaatsanwaltschaft in Olmütz versetzt, wo er von 1997 bis 2007 Stellvertreter war. Er trat von diesem Amt zurück, nachdem der Olmützer Staatsanwalt Ivo Ištvan auf Vorschlag der damaligen Generalstaatsanwältin Renata Vesecká im Zusammenhang mit der Strafverfolgung von Jiří Čunek abgesetzt wurde.
Im Januar 2011 wechselte er zur Generalstaatsanwaltschaft, wo er zum 1. Stellvertreter Pavel Zemans ernannt wurde. Er leitete die Abteilungen Strafverfahren, außerordentliche Rechtsbehelfe, schwere Wirtschafts- und Finanzkriminalität sowie die internationale Abteilung.
Nach dem Rücktritt Zemans schlug ihn die Justizministerin Marie Benešová für das Amt des Generalstaatsanwalts vor.